# Montauban Challenger 1997
Il Montauban Challenger 1997 è stato un torneo di tennis facente parte della categoria ATP Challenger Series nell'ambito dell'ATP Challenger Series 1997. Il torneo si è giocato a Montauban in Francia dal 1° al 6 luglio 1997 su campi in terra rossa.

## Vincitori

### Singolare
Olivier Mutis ha battuto in finale  Horst Skoff con il punteggio di 6–3, 7–6

### Doppio
Gabrio Castrichella /  Daniele Musa hanno battuto in finale  Lars Rehmann /  Attila Sávolt con il punteggio di 7–6, 2–6, 7–6